# Mr. Flip
Mr. Flip er en amerikansk stumfilm fra 1909 af Gilbert M. 'Broncho Billy' Anderson.